# 배풍등
배풍등(排風藤)은 가짓과의 덩굴지는 여러해살이풀이다. 중국·한국·일본·인도차이나 반도 원산이다.

## 생태
줄기는 3미터 길이 정도 자라며, 밑부분만 겨울을 난다. 몸 전체에 흰 털이 나며, 잎자루가 다른 물체를 감아 덩굴진다. 잎은 어긋나고 달걀모양 또는 긴등근꼴이며 끝은 뾰족하고 밑은 심장 모양이다. 길이 3~9센티미터, 너비 2~6센티미터이고 3~5개로 갈라지는 것도 있다. 꽃은 6~7월에 흰색으로 피는데, 잎과 마주나 가지가 갈라진 취산꽃차례에 밑을 보며 달린다. 꽃부리가 5개로 깊게 갈라지며 뒤로 활짝 젖혀진다. 열매는 장과로 둥글고 지름 8밀리미터쯤 되며 빨갛게 익는다.
비슷한 풀로 줄기에 털이 없는 왕배풍등(S.megacarpum Koidz.)이 있다.

## 사진

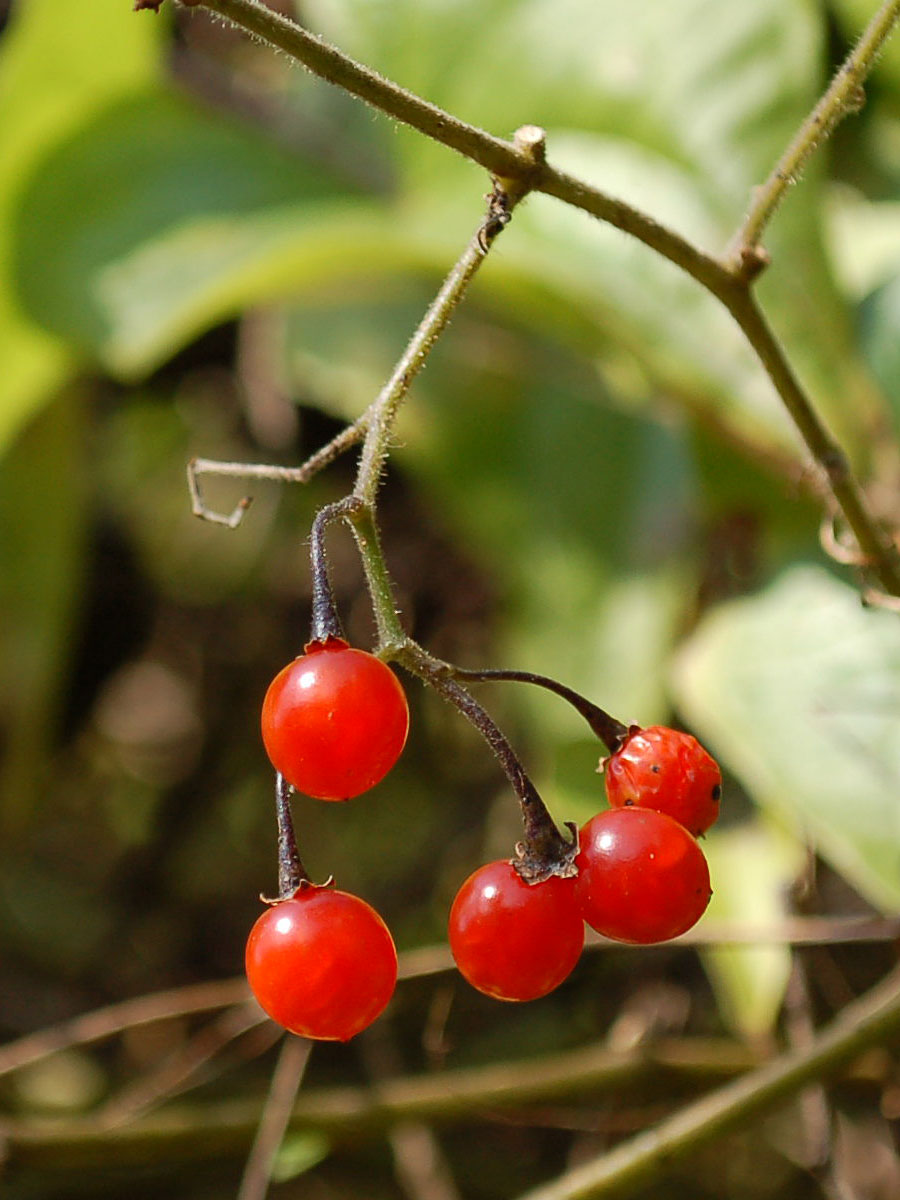
익은 열매
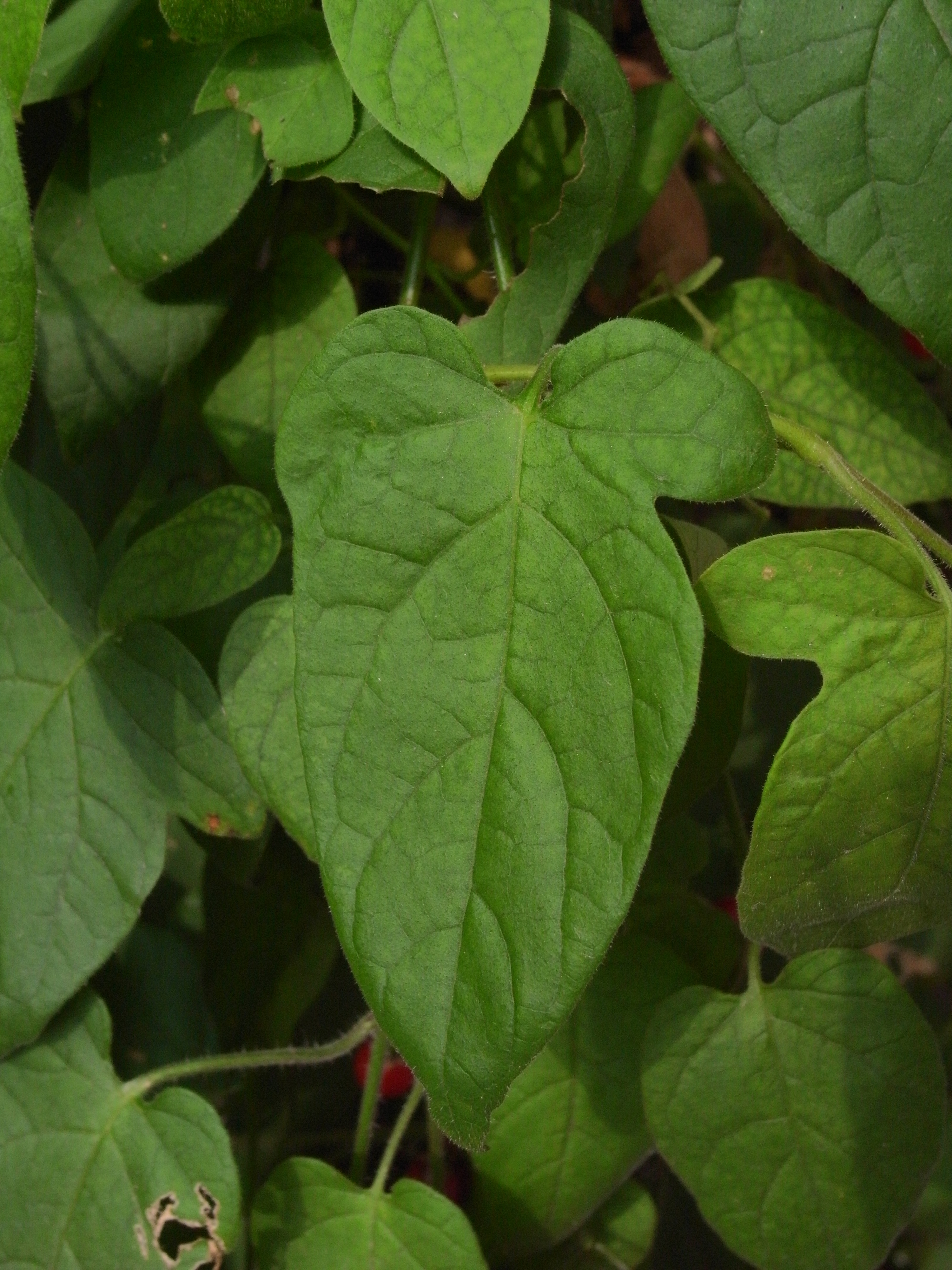
잎

## 참고 문헌
- 고경식; 김윤식 (1988). 《원색한국식물도감》. 아카데미서적.
- 이동혁 (2007). 《오감으로 찾는 우리 풀꽃》. 도서출판 이비컴. ISBN 978-89-89484-57-8.
- 풀베개 보관됨 2015-12-10 - 웨이백 머신